# Celia Mercedes Alpuche Aranda
Celia Mercedes Alpuche Aranda (Campeche, 25 de julio de 1956) es una médica infectóloga pediatra, investigadora y profesora mexicana. Desde 2013 es directora general adjunta del Centro de Investigación sobre Enfermedades Infecciosas (CISEI) del Instituto Nacional de Salud Pública.

## Biografía

### Estudios
Alpuche Aranda realizó sus estudios nivel licenciatura en la Universidad Autónoma de Yucatán, donde se graduó como médica cirujana partera en 1981. Es especialista en pediatría e infectología pediátrica por parte de la Universidad Autónoma de Yucatán (1985) y el Hospital Infantil de México Federico Gómez (1987). Así mismo, realizó la maestría y doctorado en ciencias médicas de la Universidad Nacional Autónoma de México (1990-1993). Realizó en 1994 un posdoctorado en la Unidad de Enfermedades Infecciosas del Hospital General de Massachusetts y biología celular de la Escuela de Medicina de Harvard.

### Trayectoria
De 2007 a 2012 fungió como presidenta del Instituto de Diagnóstico y Referencia Epidemiológicos (InDRE), y a partir de 2012 y hasta 2014 fue presidenta de la Asociación Mexicana de Infectología y Microbiología Clínica. Actualmente es investigadora nivel II del Sistema Nacional de Investigadores, miembro de la Academia Nacional de Medicina y directora general adjunta del Centro de Investigación sobre Enfermedades Infecciosas (CISEI) desde el año 2013. Cuenta con 70 artículos científicos y 22 libros y/o capítulos publicados donde se destacan los temas de epidemiología molecular, infecciones nosocomiales y métodos diagnósticos de las infecciones virales. En 2020, se le integró como parte del grupo de científicos involucrados en el proceso de reflexión técnica de respuesta ante la emergencia de la COVID-19 en México.

## Premios y reconocimientos
- Premio Nacional de Investigación Clínica “Doctor Miguel Otero” (2019).[12][13]